# 5234 Sechenov
Az 5234 Sechenov (ideiglenes jelöléssel 1989 VP) a Naprendszer kisbolygóövében található aszteroida. Ljudmila Georgijevna Karacskina fedezte fel 1989. november 4-én.